# Saint Clara (West Virginia)
|  | Dieser Artikel wurde aufgrund von inhaltlichen Mängeln auf der Qualitätssicherungsseite des Projektes USA eingetragen. Hilf mit, die Qualität dieses Artikels auf ein akzeptables Niveau zu bringen, und beteilige dich an der Diskussion! Eine nähere Beschreibung der zu behebenden Mängel fehlt. |

Saint Clara (auch St. Clara) ist ein Gemeindefreies Gebiet im Doddridge County, US-Bundesstaat West Virginia. Der Ort entstand Mitte des 19. Jahrhunderts, als der Elsässer Joseph Diss DeBar deutschen Auswanderern dort Land verkaufte, und wurde 1856 nach dessen verstorbener Frau benannt. Es gibt eine lutherische Johanneskirche und eine katholische Kirche. Sehenswert ist eine Kreuzigungsszene aus großen Bronzefiguren auf dem Friedhof, die 1921 aus Frankreich importiert wurde.